# Herbert Chitepo
Herbert Wiltshire Chitepo (Watsomba, 15 de junho de 1923 — Lusaka, 18 de março de 1975) foi um político e presidente do Zimbábue, que foi assassinado enquanto cumpria o mandato.

## Nascimento e vida
Chitepo nasceu em Watsomba, distrito Inyanga da Rodésia do Sul, atual Zimbábue. Sua família veio do clã Manyika (Samanyika) do povo Shona.
Foi educado na Missão de St David's School, Bonda, Faculdade Santo Agostinho, Penhalonga e depois na Faculdade de Adão, Natal, África do Sul, onde recebeu qualificação como professor em 1945.
Foi o primeiro cidadão negro da Rodésia do Sul, a se formar como advogado, em 1954.

## Carreira
Depois de lecionar por um ano, retornou seu estudo de pós-graduação com um diploma de bacharel de Fort Hare University College, em 1949. Ao retornar para a Rodésia, em 1954, começou a defender as causas dos nacionalistas africanos, como a de Ndabaningi Sithole em tribunal. Em 1961, atuou como assessor jurídico de Joshua Nkomo, fundador da União dos Povos Africano do Zimbábue (ZAPU), na Rodésia do Sul Conferência Constitucional, em Londres.
Foi eleito presidente da ZANU, derrotando Nathan Shamuyarira, permanecendo no cargo até 7 de dezembro de 1974, quando o Acordo de Lusaka foi assinado.
Em janeiro de 1966, renunciou ao cargo de Diretor do Munistério Público e se mudou para a Zâmbia, com objetivo de concentra-se na luta armada. Percorreu as capitais do mundo, buscando apoio a ZANU e para a execução do total de sanções econômicas à Rodésia.

## Morte
Herbert Chitepo morreu em 18 de março de 1975, em Lusaka, Zâmbia, quando uma bomba foi colocada em seu Volkswagen Beetle na noite anterior, explodiu. Ele e mais um segurança, Silas Shamiso, foram mortos fatalmente no instante. A grande explosão proporcionou estragos na residência, lançou partes do carro sobre o telhado da casa e arrancou uma árvore que estava próxima. Vítima também da explosão, um dos seus vizinhos veio a falecer em decorrência aos ferimentos sofridos.
ZANU notificou no momento as forças de segurança da Rodésia como o culpado.
No entanto, após várias divergências, o real causador não foi encontrado. Diversas investigações foram promovidas. O presidente da Zâmbia, Kenneth Kaunda, encomendou um inquérito sobre a morte de Chitepo. Alguns documentos divulgados em outubro de 2001, colocou a culpa em lutas da ZANU. Depois de contradições, não se sabe a real verdade, porém Peter Stiff afirmou que um soldado britânico SAS, Hugh Hind foi o responsável.